# Johann Wilhelm Peter Hübener
Johann Wilhelm Peter Hübener, auch Huebener, (* 21. Februar 1807 in Billwärder; † 15. Februar 1847 in Altona) war ein deutscher Botaniker. Sein botanisches Autorenkürzel lautet „Huebener“.

## Leben
Johann Wilhelm Peter Hübener hatte einen Vater der, ein sehr großes Interesse an Pflanzen zeigte und in engem Kontakt mit Johannes Flüggé stand. 1846 notierte Hübener: „allen Botanikern und Dilettanten, welche damals in Hamburg lebten, war das väterliche Haus ein Sammelplatz.“
Hübener ging auf die Gelehrtenschule des Johanneums, wo er vermutlich Unterricht bei einem Lehrer namens Lehmann erhielt. Während dieser Zeit von 1817 bis 1830 beschäftigte er sich auf Spaziergängen mit der Botanik der Region. Nach dem Schulbesuch studierte er Philosophie und Naturwissenschaften und wurde promoviert. Anschließend arbeitete er als Privatgelehrter und hatte seinen Wohnsitz offensichtlich für einen längeren Zeitraum in Mannheim.
Als Hübener 20 Jahre alt war, stellte sein Lehrer Lehmann einen Kontakt zu Johann Gottlob von Kurr her. Hübener und von Kurr gingen 1828 gemeinsam auf eine Sammelreise nach Norwegen. Hübener sollte dort Höhere Pflanzen, Moose, Flechten und Algen studieren. Bei der Reise, die ursprünglich bis Lappland führen sollte, begleitete sie für einige Zeit von Hamburg nach Kopenhagen und rund um Oslo der Tübinger Wilhelm von Rapp. Die Reise endete schließlich am Dovrefjell.
Darüber hinaus reiste Hübener nur durch Mitteleuropa. Er besuchte die Vogesen, Schwetzingen, die Pfalz, die Eifel, den Taunus, den Odenwald, den Harz, Bonn, den Niederrhein, Hamburg und Schleswig-Holstein. Später zog er wieder nach Altona. Laut der Botanischen Zeitung starb er hier an der Schwindsucht.

## Wissenschaftliche Arbeiten

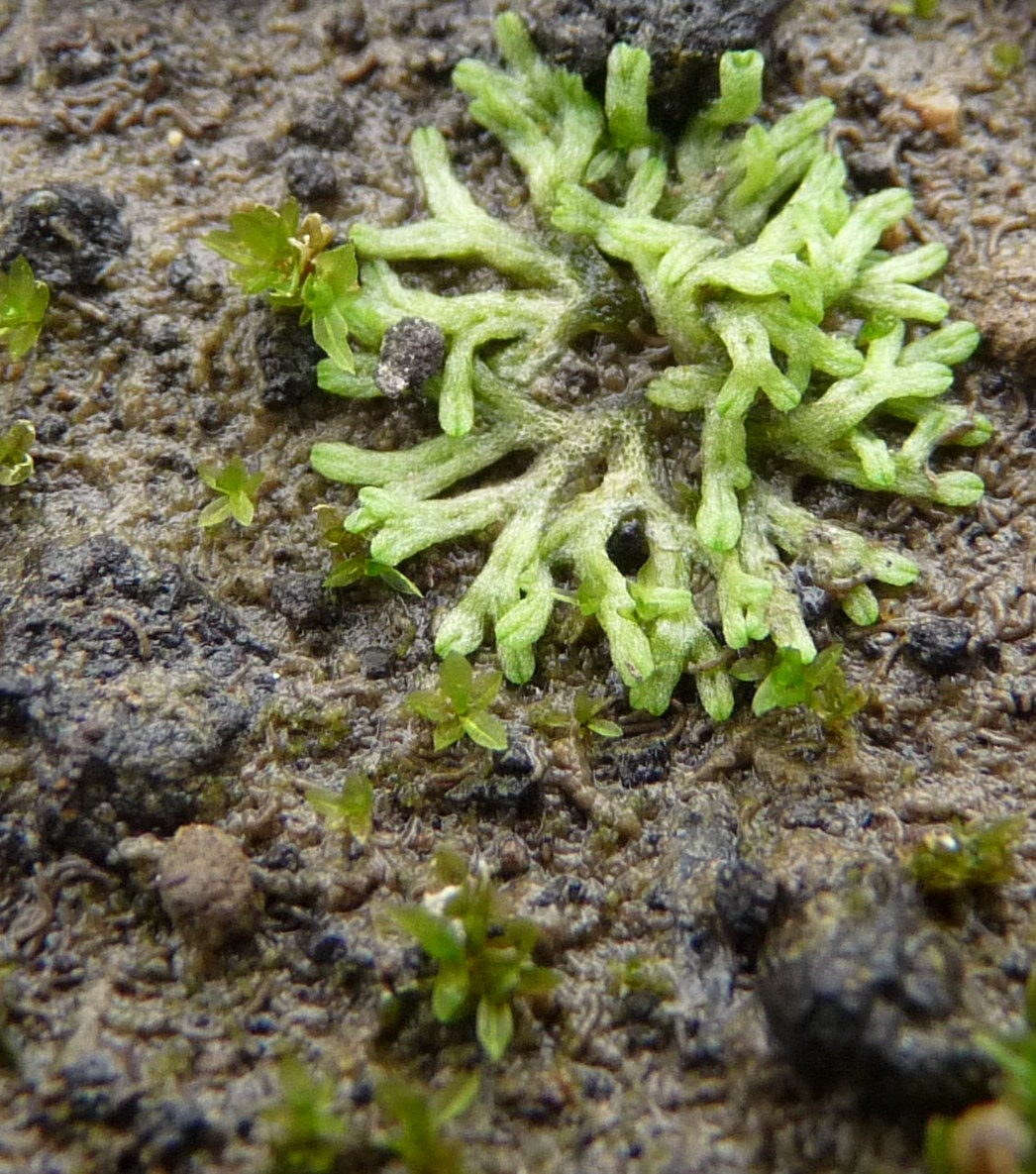
Die nach Hübener benannte Riccia huebeneriana.

Bei der Expedition mit von Kurr für den Botanischen Reiseverein Esslingen fand Hübener beispielsweise im Dovrefjell Mnium hymenophylloides. Die Biologen sammelten während ihrer Reise Pflanzen und 6000 bis 8000 Proben von Moosen. Insgesamt fanden sie dort 30.000 Belege zu Pflanzen, bei denen es sich jeweils zur Hälfte um Phanerogamen und Kryptogamen handelte. Andere Quellen berichten von 24.000 Exemplaren.
1834 schrieb Hübener die Hepaticologia Germanica, oder Beschreibung der deutschen Lebermoose. In seiner Widmung für den dänischen König bezeichnete er diesen als „erhabenen Beschützer der Wissenschaften und Künste“. Zu den von Hübener beschriebenen Lebermoosen gehören Jungermannia kunzeana, Jungermannia ustulata, Jungermannia flaccida (= obbovata), Jungermannia catenulata (= Cephalozia catenulata). Nach ihm selbst ist das Sternlebermoos Riccia huebeneriana benannt, so bezeichnet von Johann Bernhard Wilhelm Lindenberg.
Nach seiner Rückkehr nach Altona beschrieb Hübener 1846 die Flora der Umgegend von Hamburg. In dem Vorwort dieses Werkes über Phanerogamen schrieb er, dass er eine erweiterte Kryptogamenflora schaffen werde, die er jedoch vor Lebensende nicht mehr fertigstellen konnte.
Hübener tauschte sich mit der bayrischen botanischen Gesellschaft zu Regensburg, dem Verein für Naturkunde im Herzogthum Nassau und der rheinischen forschenden Gesellschaft zu Mainz aus. Der Mannheimer Verein für Naturkunde ernannte ihn zum Ehrenmitglied.
Hübeners Originalheribar existiert heute nicht mehr, Dubletten hiervon sind jedoch vorhanden.

## Werke
- Muscologia germanica: oder Beschreibung der deutschen Laubmoose, Friedrich Hofmeister, Leipzig 1833, Digitalisat
- Hepaticologia germanica: oder Beschreibung der Deutschen Lebermoose, Schwan & Götz, Mannheim 1834, Digitalisat
- Flora der Umgegend von Hamburg, Johann August Meissner, Hamburg 1846, Digitalisat
- I. Original-Abhandlungen, Beiträge zur Geschichte und Literatur der Botanik, (Literatur: I. Zacharias Rosenbach, II. Johann Heinrich Alsted), S. 465 ff., Digitalisat und  (III. Katharina Helena Dörrien, IV. Johann Daniel Leers; II. Herbarien) S. 481 ff, Digitalisat. In: David Heinrich Hoppe, August Emanuel Fürnrohr (Hrsg.): Flora oder allgemeine botanische Zeitung, XII. Jg. 2. Bd. Regensburg 1839,

## Meinungen von Fachleuten
Wilhelm Philipp Schimper urteilte in seiner Bryologia europaea schlecht über Hübener und warf ihm vor, oberflächlich gearbeitet zu haben. In der Bryologia erwähnte er Hübeners Funde nicht. Mit Ausnahme von Phascum rectum sind Hübeners Beschreibungen jedoch von anderen Wissenschaftlern bestätigt worden. Der Botaniker Karl Müller bezeichnete Hübener hingegen als exzellenten Fachmann für Lebermoose. Der Botaniker und Lehrer Gottlieb Wilhelm Bischoff urteilte: „... hat sich ... als geübten Artenkenner bekannt gemacht, während seine oberflächlichen Lehrbücher wenig Ruhm brachten, und besser mit Stillschweigen übergangen werden.“